# Томас Тухел
Томас Тухел (Крумбах, 29. август 1973) јесте немачки фудбалски тренер и бивши фудбалер. Тренутно је селектор  репрезентације Енглеске.
Тухелова играчка каријера завршила се већ у двадесет петој години када је задобио хроничну повреду колена. Почео је да ради као тренер 2000. године у млађим редовима Штутгарта. Из Штутгарта одлази у резервни тим Аугзбурга и након успешне сезоне почиње да води новог немачког прволигаша Мајнц. 
У Мајнцу је провео пет година и током свог мандата је успео да одржи клуб у првој лиги. Тухел је тада био хваљен због свог енергичног и нападачког стила фудбала као и због тога што је доста указивао шансу младим играчима. Из финансијских разлога Тухел је напустио Мајнц 2014. и наредне године се преселио у Борусију Дортмунд. С Дортмундом је био победник Купа Немачке пре но што је добио отказ 2017.
Следеће године је Тухел добио посао у Пари Сен Жермену. У својој првој сезони освојио је титулу првака, а током сезоне 2019/20. освојио је све могуће титуле у Француској и увео је ПСЖ у финале Лиге шампиона. Тухел је добио отказ у ПСЖ-у 2020, а већ је у јануару 2021. постао нови шеф стручног штаба премијерлигаша Челсија. У својој дебитантској сезони у лондонском клубу осигурао је Плавцима титулу Лиге шампиона. Наредне сезоне је клубу из Лондона донео титуле УЕФА суперкупа и Светског клупског првенства. Почетком сезоне 2022/23. добио је отказ. Постао је тренер Бајерна из Минхена у марту 2023. С Бајерном је успео да освоји Бундеслигу на крају те сезоне. Наредне сезоне (2023/24) Бајерн и Тухел су се одлучили за споразумни раскид сарадње због низа лоших резултата. Функцију селектора репрезентације Енглеске преузео је 1. јануара 2025.  

## Статистике тренерске каријере
Ажурирано 18. маја 2024.
| Аугзбург II       | 1. јул 2007.     | 30. јун 2008.      | 34  | 20  | 8   | 6   | 058,8  | [ 5 ]                          |
| Мајнц             | 3. август 2009.  | 11. мај 2014.      | 184 | 72  | 46  | 66  | 039,1  | [ 6 ] [ 7 ] [ 8 ] [ 9 ] [ 10 ] |
| Борусија Дортмунд | 29. јун 2015.    | 30. мај 2017.      | 107 | 67  | 23  | 17  | 062,6  | [ 11 ]                         |
| Пари Сен Жермен   | 14. мај 2018.    | 24. децембар 2020. | 127 | 95  | 13  | 19  | 074,8  | [ 12 ]                         |
| Челси             | 26. јануар 2021. | 7. септембар 2022. | 100 | 60  | 24  | 16  | 060,0  | [ 15 ]                         |
| Бајерн Минхен     | 24. март 2023.   | 18. мај 2024.      | 61  | 37  | 8   | 16  | 060,66 |                                |
| Свеукупно         | Свеукупно        | Свеукупно          | 613 | 351 | 122 | 140 | 057,26 | —                              |

## Успеси

### Као тренер
Борусија Дортмунд
- Куп Немачке (1) : 2016/17.[16] (финалиста 2015/16).

Пари Сен Жермен
- Прва лига Француске (2) : 2018/19,[17] 2019/20.[18]
- Куп Француске (1) : 2019/20.[19] (финалиста 2018/19).
- Лига куп (1) : 2019/20.[20]
- Суперкуп Француске (2) : 2018,[21] 2019.[22]
- Финалиста Лиге шампиона : 2019/20.

Челси
- Лига шампиона (1) : 2020/21.[23]
- УЕФА суперкуп (1) : 2021.
- Светско клупско првенство (1) : 2021.
- Финалиста ФА купа : 2020/21, 2021/22.[24]
- Финалиста Лига купа Енглеске : 2021/22.

Бајерн Минхен
- Бундеслига (1) : 2022/23.

Појединачни
- Тренер сезоне у Бундеслиги (1) : 2015/16.
- Тренер месеца у Премијер лиги (2) : март 2021,[25] октобар 2021.
- Тренер године у Бундеслиги (1) : 2021.
- Најбољи фудбалски тренер у избору УЕФА (1) : 2020/21.[26]
- Најбољи тренер у избору Међународне федерације за фудбалску историју и статистику (1) : 2021.
- Најбољи фудбалски тренер у избору ФИФА (1) : 2021.